# Nenthead
Nenthead – wieś w Anglii, w Kumbrii, w dystrykcie (unitary authority) Westmorland and Furness. Leży 41 km na wschód od miasta Carlisle i 393 km na północ od Londynu.